# Polk County, Oregon
Polk County är ett administrativt område i delstaten Oregon, USA, med 75 403 invånare. Den administrativa huvudorten (county seat) är Dallas. 

## Geografi
Enligt United States Census Bureau har countyt en total area på 1 927 km². 1 919 km² av den arean är land och 8 km² är vatten. 

### Angränsande countyn
- Yamhill County nord
- Marion County öst
- Benton County syd
- Lincoln County väst
- Tillamook County nordväst